# Хань Пэн
Хань Пэн (кит. упр. 韩鹏, пиньинь Hán Péng; 13 сентября 1983, Цзинань, Шаньдун) — китайский футболист, нападающий. Выступал в национальной сборной КНР.

## Карьера

### Клубная карьера
Хань Пэн начал заниматься футболом в резервном составе «Шаньдун Лунэн», дебют за основную команду состоялся 10 марта 2002 года в игре против «Сычуань Дахэ». Дебютный гол забил 23 марта 2002 года в игре против «Чунцин Лифань». В течение нескольких сезонов игрок повышал мастерство вместе с командой. В сезоне 2005 года начал играть второго нападающего вместе с Ли Цзиньюем, забил семь голов. В сезоне 2006 года игрок забил 10 мячей в Суперлиге и помог клубу сделать дубль в сезоне - завоевать чемпионский титул и Кубок КФА. Следующий сезон стал ещё более продуктивным для игрока - он забил 13 мячей за сезон, однако этого не хватило клубу для завоевания чемпионства. Сезон 2008 года стал неудачным - Хань Пэн получил травму и долгое время не тренировался, однако его клуб в этом году вновь завоевал титул чемпиона Суперлиги.

### Международная карьера
Дебютировал за национальную сборную игрок в товарищеском матче против команды Швейцарии 3 июня 2006, в котором Китай проиграл со счётом 4-1. Несмотря на разочаровывающий результат, Хань Пэн стал регулярно попадать в сборную, которой руководил Чжу Гуанху и принял участие в квалификации к Кубку Азии по футболу 2007. 15 ноября 2006 года в матче против национальной команды Ирака забил дебютный гол, а его команда сыграла вничью 1-1. На турнире команда играла в одного нападающего, а его партнёр по клубу Ли Цзиньюй в сборную не вызывался. Несмотря на то, что игрок забил два мяча на турнире, Китай на турнире даже не вышел из группы. Новый главный тренер Владимир Петрович начал подготовку к квалификации на Чемпионат мира по футболу 2010 и Хань Пэн вновь был вызван в сборную. Он выходил в нескольких матчах своей команды, однако не отличился, а китайская сборная не смогла отобраться на чемпионат.

## Статистика выступлений
| Клуб          | Сезон | Дивизион | Лига  | Лига | Кубок | Кубок | Континент | Континент | Всего | Всего |
| Клуб          | Сезон | Дивизион | Матчи | Голы | Матчи | Голы  | Матчи     | Голы      | Матчи | Голы  |
| ------------- | ----- | -------- | ----- | ---- | ----- | ----- | --------- | --------- | ----- | ----- |
| Шаньдун Лунэн | 2001  | 1        | 0     | 0    | 0     | 0     | 0         | 0         | 0     | 0     |
| Шаньдун Лунэн | 2002  | 1        | 16    | 2    | 1     | 1     | -         | -         | 17    | 3     |
| Шаньдун Лунэн | 2003  | 1        | 3     | 3    | 2     | 0     | -         | -         | 5     | 3     |
| Шаньдун Лунэн | 2004  | 1        | 10    | 3    | 9     | 4     | -         | -         | 19    | 7     |
| Шаньдун Лунэн | 2005  | 1        | 25    | 7    | 9     | 4     | 7         | 2         | 41    | 13    |
| Шаньдун Лунэн | 2006  | 1        | 26    | 10   | 5     | 5     | -         | -         | 31    | 15    |
| Шаньдун Лунэн | 2007  | 1        | 22    | 13   | -     | -     | 6         | 2         | 28    | 15    |
| Шаньдун Лунэн | 2008  | 1        | 10    | 8    | -     | -     | -         | -         | 10    | 8     |
| Шаньдун Лунэн | 2009  | 1        | 26    | 11   | -     | -     | 5         | 3         | 31    | 14    |
| Шаньдун Лунэн | 2010  | 1        | 28    | 17   | -     | -     | 6         | 2         | 34    | 19    |
| Шаньдун Лунэн | 2011  | 1        | 26    | 8    | 2     | 1     | 5         | 1         | 33    | 10    |
| Всего         | Всего | Всего    | 200   | 81   | 28    | 15    | 29        | 10        | 260   | 106   |

### Голы за национальную сборную
| №  | Дата           | Место                  | Соперник   | Счёт | Соревнование                    |
| -- | -------------- | ---------------------- | ---------- | ---- | ------------------------------- |
| 1  | 15 ноября 2006 | Чанша, КНР             | Ирак       | 1-1  | Квалификация на Кубок Азии 2007 |
| 2  | 7 февраля 2007 | Сучжоу, КНР            | Казахстан  | 2-1  | Товарищеский матч               |
| 3  | 27 марта 2007  | Макао, КНР             | Узбекистан | 3-1  | Товарищеский матч               |
| 4  | 27 марта 2007  | Макао, КНР             | Узбекистан | 3-1  | Товарищеский матч               |
| 5  | 10 июля 2007   | Куала-Лумпур, Малайзия | Малайзия   | 5-1  | Кубок Азии по футболу 2007      |
| 6  | 10 июля 2007   | Куала-Лумпур, Малайзия | Малайзия   | 5-1  | Кубок Азии по футболу 2007      |
| 7  | 15 марта 2008  | Куньмин, КНР           | Таиланд    | 3-3  | Товарищеский матч               |
| 8  | 25 июля 2009   | Тяньцзинь, КНР         | Кыргызстан | 3-0  | Товарищеский матч               |
| 9  | 8 ноября 2009  | Кувейт, Кувейт         | Кувейт     | 2-2  | Товарищеский матч               |
| 10 | 8 ноября 2009  | Иу, КНР                | Иордания   | 2-2  | Товарищеский матч               |

## Достижения

### Клубные
Шаньдун Лунэн :
- Чемпион Суперлиги : 2006, 2008
- Обладатель Кубка Китая : 2004, 2006

### Индивидуальные
- Лучший бомбардир Кубка Китая: 2006